# Bent Faurschou-Hviid
Bent Faurschou-Hviid, né le 7 janvier 1921 à Asserbo (da) et mort le 18 octobre 1944 à Gentofte à l'âge de 23 ans, est un membre du groupe Holger Danske (en) de la Résistance danoise pendant la Seconde Guerre mondiale.
Il est surnommé Flammen (« La Flamme ») pour ses cheveux roux.

## Suicide
Le 18 octobre 1944, alors que Bent Faurschoud-Hviid dinait avec sa propriétaire et quelques invités on frappa à la porte. C'était un officier allemand désirant rentrer. Le résistant qui n'avait ce soir-là pas d'arme monta rapidement à l'étage, essayant de s'échapper par les toits. Il réalisa vite que la maison était entourée, de tous côtés, par les nazis. Sans échappatoire possible, il avala une capsule de cyanure et mourut quelques secondes plus tard.
Après son geste les témoins purent entendre les soldats allemands se réjouir à la vue du cadavre. Les soldats trainèrent son corps par les pieds, vers le rez-de-chaussée par les escaliers frappant violemment sa tête, encore et encore contre les marches.[réf. nécessaire]

## Postérité
Il a reçu en 1951, à titre posthume avec son partenaire résistant Jørgen Haagen Schmith (en) (Citronen, « Citron »), la Médaille de la Liberté par le Président des États-Unis Harry S. Truman.